# NGC 6696
NGC 6696 (другие обозначения — PGC 62215, MCG 10-26-47) — галактика в созвездии Дракон.
Этот объект входит в число перечисленных в оригинальной редакции «Нового общего каталога».